# Tetrastemma angulatus
Tetrastemma angulatus är en djurart som tillhör fylumet slemmaskar, och som beskrevs av Senz 1993. Tetrastemma angulatus ingår i släktet Tetrastemma och familjen Tetrastemmatidae. Inga underarter finns listade i Catalogue of Life.